# Giovanni Germanetto
Giovanni Germanetto (Torino, 18 gennaio 1885 – Mosca, 7 ottobre 1959) è stato un giornalista, scrittore e sindacalista italiano.

## Biografia
Partecipò alle prime lotte socialiste quando lavorava come barbiere in provincia di Cuneo. Nel 1912 divenne segretario della locale Federazione del Partito Socialista Italiano. Fu poi redattore di Lotte Nuove e direttore de La Riscossa, aderì ai gruppi dell'Ordine Nuovo e passò fin dalla sua fondazione al Partito Comunista d'Italia. Nel 1923 fu delegato dal partito a rappresentarlo nell'Internazionale sindacale rossa.
Nel 1926 si trovava in carcere perché arrestato dalla polizia fascista, ma fu rilasciato per un errore e riuscì ad espatriare dapprima in Francia e poi in Unione Sovietica. Qui pubblicò nel 1930  Memorie di un barbiere, libro che ebbe 36 edizioni in 16 diverse lingue e superò la tiratura di 800 000 copie. In URSS Germanetto si impegnò inoltre nell'Internazionale sindacale e nel Soccorso rosso.
Rientrato in Italia nel 1946, lavorò presso il Comitato centrale del PCI e pubblicò con Paolo Robotti Trent'anni di lotte dei comunisti italiani. Fece poi ritorno in Unione Sovietica, dove morì nel 1959.

## Opere (parziale)
- Memorie di un barbiere (Zemlja i fabrika, Mosca, 1930, in lingua russa; 1ª ed. in lingua italiana: Edizioni di coltura sociale, Parigi, 1931, con prefazione di Palmiro Togliatti)
- Trent'anni di lotte dei comunisti italiani. 1921-1951 (con Paolo Robotti; Roma, Edizioni di cultura sociale, 1952).
- (DE) Giovanni Germanetto, Genosse Kupferbart, su Nemesis - Sozialistisches Archiv für Belletristik. URL consultato il 20 marzo 2024 (archiviato il 10 novembre 2023).